# Circulus translucens
Circulus translucens är en snäckart som beskrevs av Dall 1927. Circulus translucens ingår i släktet Circulus och familjen Vitrinellidae. Inga underarter finns listade i Catalogue of Life.